# 非洲獸總目
非洲獸總目（Afrotheria）是哺乳動物下的一個分支，包含了金毛鼴科、象鼩科、馬島蝟科、土豚、蹄兔目、象及海牛。

## 演化關係
非洲獸總目的成立主要是基於分子及DNA分析。於1990年代前的基因分析將非洲獸總目看為真獸下綱下的四個大類之一，而牠們之間的關係卻倍受爭議。其中一個學說指非洲獸總目與其他三個分支是最古老的分裂，發生於一亿零五百萬年前非洲從主要大陸分裂時。基因分析及化石紀錄顯示貧齒總目是在南美洲演化，並分化成勞亞獸總目及靈長總目。勞亞獸總目及靈長總目之間較為接近，並組成北方獸類（Boreoeutheria）。
一些學者認為這個分類是初步或受爭議的，因為這個分類往往忽略了以往形態學的分類。例如食蟲目原是包含了多種細小及吃昆蟲的哺乳動物，擁有因趨同演化的相似解剖及行為，但現今則被分開了。不同形態特徵的貧齒總目引渡了學者將所有其他真獸下綱都分類到上獸類，而貧齒總目則被視為最遠的分類。但是另一項研究則將貧齒總目及非洲獸總目結合在大西洋獸類中。

## 現時狀況
很多非洲獸總目的成員都是瀕臨滅絕的。若這個分類成立的話，這可能是遺傳學及演化多樣性上的重大損失。非洲獸總目包含了差不多非洲及馬達加斯加三分之一的哺乳類下的目，但生活在這些地區的1200多個物種中只有75種是非洲獸總目的。雖然很多現存的非洲獸總目物種都生活在非洲，但仍有一些是在其他地方發現，共通點則是牠們都是瀕危的。

## 分類
非洲獸總目是真獸下綱下的一個分類，其下現存有六個目：
- 真獸下綱 Eutheria
  - 非洲獸總目 Afrotheria
    - ?†豕齿兽科 Hyopsodontidae
    - 非洲食虫类 Afroinsectiphilia
      - †托勒密兽目 Ptolemaiida
      - 管齿目 Tubulidentata
      - 演化支 Afroinsectivora
        - 象鼩目 Macroscelidea
        - 非洲猬目 Afrosoricida

    - 近蹄类 Paenungulata
      - †阿卜敦齿兽属 Abdounodus （地位未定）
      - †摩磷兽科 Ocepeiidae
      - 蹄兔目 Hyracoidea
      - 特提斯兽类 Tethytheria
        - †重脚目 Embrithopoda
        - ?†索齿兽目 Desmostylia
        - 海牛目 Sirenia
        - 长鼻目 Proboscidea

  - 異關節總目 Xenarthra
  - 北方真獸類 Boreoeutheria
    - 勞亞獸總目 Laurasiatheria
    - 靈長總目 Euarchontoglires

## 分類問題
非洲獸總目相信是源自於從其他大陸分裂的非洲，牠們外在的特徵是有可動的鼻端。非洲獸總目的最大問題在於其起源是基於化石紀錄。最早的非洲有蹄類及象鼩科的化石證據卻是在非洲以外的地方發現。非洲獸總目被認為是屬於大西洋獸類。
非洲獸總目的單源性亦非受到接納，形態證據將象及其親屬分類在有蹄類中。這亦發生在土豚及象鼩科上，象鼩科可能與囓形類有關。另一類馬達加斯加的近土豚屬，其血緣並不清楚，但可能亦是屬於有蹄類，與土豚有關。一些形態學證據支持馬島蝟科及金毛鼴科是Lipotyphlan（如加勒比海地區的溝齒鼩屬）的近親。

## 外部連結
- IUCN species survival commission: Afrotheria specialist group. Information on the member of Afrotheria, with pictures.